# Fútbol femenino en Arabia Saudí
La federación nacional de Arabia se creó en 1956 y se afilió a la FIFA en 1956. Sin embargo, el fútbol femenino no está incluido en el proyecto Goals! coordinado por la FIFA del país.En 2011, dentro de la Federación de Fútbol de Arabia Saudí, se ha intentado crear programas de fútbol femenino en las universidades. Se habían solicitado aportaciones sobre cómo hacerlo a otras federaciones nacionales, incluidas las de la Estados Unidos, la Alemania, la Brasil y la Reino Unido.

## Historia

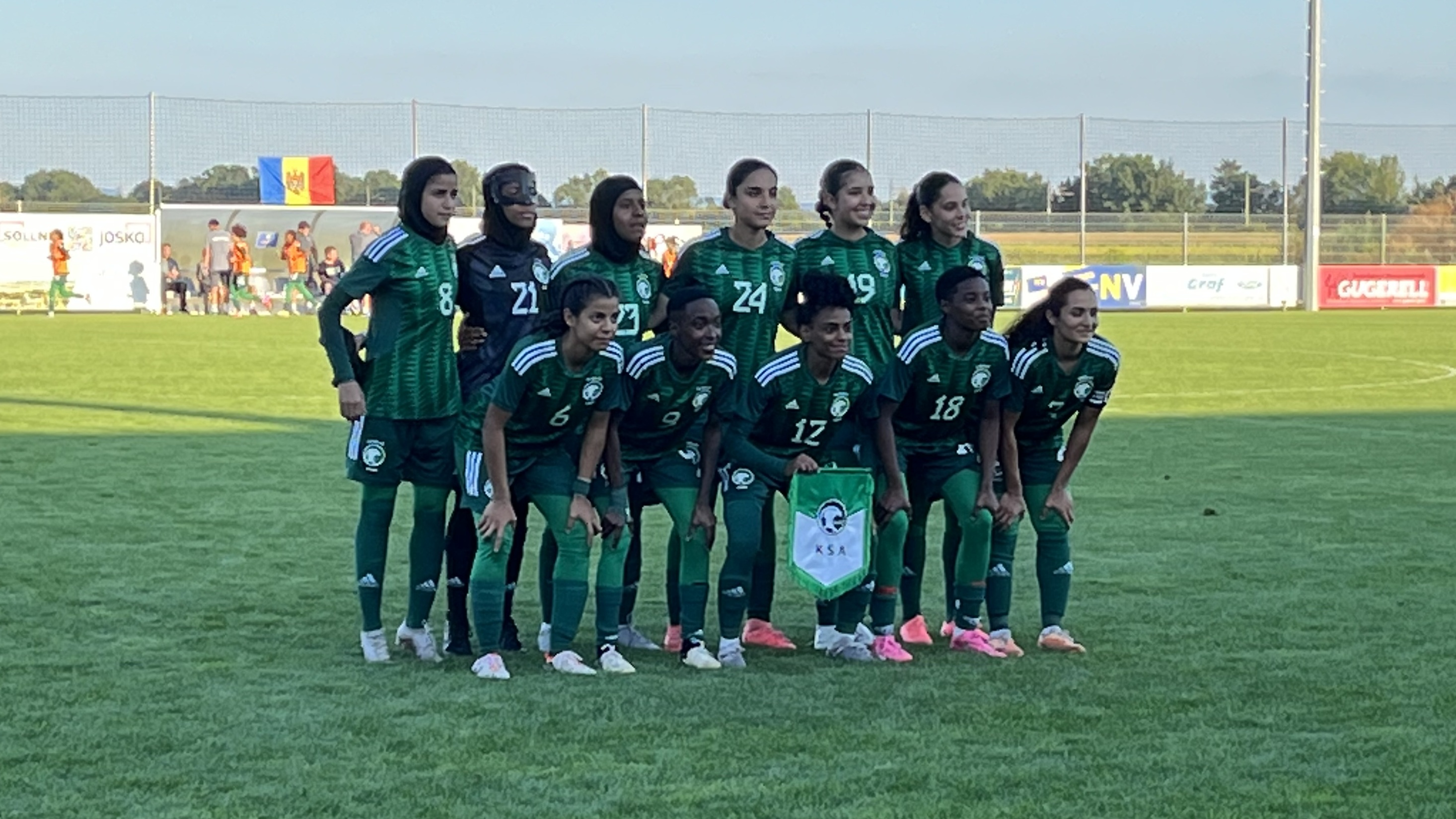
Selección nacional de fútbol femenino de Arabia Saudí contra Moldavia en Kirchberg am Wagram, Austria (2024)

Fundado en 2006, el club de fútbol femenino King's United fue el primer club de fútbol femenino de Arabia Saudí. En 2009, entrenaron en Yeda. El equipo fue patrocinado inicialmente por el príncipe Alwaleed bin Talal, pero al enfrentarse a un escrutinio ante la intensa cobertura mediática, retiró su apoyo en 2009. En 2012, el equipo se entrenaba tres veces por semana al margen de la vista de los hombres, y las jugadoras vestían el equipo de fútbol tradicional de camisetas de manga corta y pantalones cortos. El equipo está entrenado por Reema Abdullah, que también es la delantera del equipo. Cuenta con 35 jugadoras cuyas edades oscilan entre los 13 y los 35 años. En el país se han creado otros equipos femeninos en ciudades como Riad y Dammam y en 2008 se celebró un torneo en el que compitieron siete equipos y que ganó el King's United.  El primer partido entre dos equipos femeninos en el país se produjo en enero de 2008, cuando el equipo de la Universidad Príncipe Mohamed bin Fahd venció al Al-Yamamah College en un partido disputado en el Estadio Príncipe Mohamed bin Fahd de Dammam, con capacidad para 35.000 espectadores, en una victoria en la tanda de penales ante un público exclusivamente femenino. La jugadora del partido fue la guardameta del Al-Yamamah College. En marzo de 2009, se celebró un partido de fútbol femenino benéfico entre un equipo llamado «Universidad» y otro llamado «Barcelona» al que asistieron 400 aficionadas y ningún hombre. El partido lo ganó la Universidad por 2-1 y se recaudaron 81.000 SR (20.404€) que se destinarán a personas con discapacidad en la parte oriental del reino.
A partir de 2006, no se disponía de datos sobre el número de jugadoras de fútbol femenino en el país. En 2006, se produjo un revuelo internacional cuando las autoridades saudíes intentaron impedir que las mujeres asistieran a un partido entre la selección nacional de fútbol de Arabia Saudí y la selección nacional de fútbol de Suecia.  En 2008, el autor John Dolan dijo que la situación del fútbol femenino en Oriente Próximo estaba a la altura de la popularidad de la libertad y la democracia en la región. En 2010 se celebró una competición deportiva escolar exclusivamente femenina en la Universidad de Effat. El torneo fue investigado por las autoridades saudíes porque, según Ahmed al-Zahrani, director del Departamento de Educación de las Niñas en Jeddah, el país no tiene «ninguna normativa que diga que está bien que las escuelas femeninas celebren clases o entrenamientos deportivos». En 2011, el fútbol femenino se consideró una forma de combatir un problema creciente de obesidad en el país.
El fútbol es el deporte más popular entre las mujeres saudíes. Sin embargo, no existen academias de fútbol oficiales, clubes ni ligas escolares. Las mujeres saudíes lograron crear más de 10 equipos recreativos en todo el país, la mayoría de los cuales tienen su sede en las grandes ciudades: Riad, Jeddah y Khobar.
En diciembre de 2020, la Federación Saudí de Deportes para Todos puso en marcha la primera liga de fútbol de ámbito nacional en tres grandes ciudades: Dammam, Riad y Yeda. Los campeones de cada ciudad fueron Jeddah Eagles, Eastern Flames FC y Challenge FC.

## Competencia nacional
La selección nacional de fútbol femenino de Arabia Saudí representa al reino en el fútbol internacional. Sin embargo, el equipo no ha podido existir durante mucho tiempo debido a la influencia de los líderes religiosos en el deporte femenino, y a la oposición activa de los líderes políticos y los administradores deportivos. La presión internacional ha llegado al país para que presente un equipo femenino, ya que la FIFA permite llevar el hiyab en competición. Una reunión en el College of Business Administration de Yeda se consideró un posible primer paso para la creación de un equipo.
En 2008, debido a la influencia de los líderes religiosos conservadores del país, se prohibió por ley la creación de una selección nacional femenina reconocida por la FIFA.
El crecimiento del juego y la oportunidad de tener un equipo nacional femenino se han visto obstaculizados por la discriminación sistemática a la que está sometido todo el deporte femenino en el país. Se cita al jefe del Comité Olímpico de Arabia Saudí Nawaf bin Faisal Al Saud diciendo que el comité no debería "respaldar ninguna participación femenina en estos momentos". En noviembre de 2011, Ahmad Eid Al-Harbi, vicepresidente del Comité del Estatuto del Jugador de la Federación de Fútbol de Arabia Saudí, dijo sobre la creación de una selección nacional femenina: "La sociedad saudí es muy conservadora, incluso cuando se trata de clubes masculinos. Nadie se imagina a su hija jugando delante de miles de personas con pantalones cortos, como en el fútbol". Dirigentes del deporte saudí celebraron una reunión a mediados de 2011 en la Facultad de Administración de Empresas de Yeda en la que debatieron sobre el deporte femenino y la posible participación de mujeres como parte del equipo nacional de Arabia Saudí en los Juegos Olímpicos. Se inspiraron en el ejemplo de otras siete naciones árabes que habían creado con éxito equipos nacionales de fútbol femenino. Durante 2012, la oposición a la participación de las mujeres en el deporte se suavizó con el Comité Olímpico nacional y la Embajada saudí en Londres anunciando que se permitiría la participación de las mujeres en los Juegos Olímpicos de Londres 2012 si eran invitadas.
Ningún equipo nacional de fútbol femenino saudí compitió en los Juegos Olímpicos de Londres 2012, a pesar de la gran presión ejercida por el Comité Olímpico Internacional. Aun así, en 2012, la federación nacional discutía discretamente con el International Football Association Board para no permitir la participación de las mujeres si llevaban el hiyab mientras jugaban. La lógica que seguían era que si la FIFA permitía a las mujeres llevar el hiyab en partidos reconocidos, sería mucho más difícil para la federación impedir la creación de una selección nacional. Se está ejerciendo mucha presión sobre la comunidad deportiva para que permita la representación nacional de las mujeres, ya que el reino sería probablemente la única nación del mundo que prohíbe a las mujeres competir en los Juegos Olímpicos.Una jugadora de fútbol del país en 2012 dijo sobre la situación en lo que respecta al equipo nacional: "Nuestra generación inició el juego, las ligas, la estructura. La próxima generación lo tendrá en bandeja de plata. Puede que no lleguemos a jugar en una selección nacional, pero estamos sentando las bases".
Estos problemas persistieron en 2016. Se prohibió a las mujeres participar en campeonatos regionales y nacionales de fútbol. El clima sigue siendo hostil, con clérigos saudíes en 2015 diciendo, las mujeres que participan eran "pasos del diablo". La creación y el desarrollo de equipos también se vieron obstaculizados por la falta de una sección para el desarrollo del deporte femenino en el comité olímpico nacional de Arabia Saudí. Algunos obstáculos para la creación de un equipo nacional se eliminaron con la autorización a las mujeres para representar al país en los Juegos Olímpicos de la Juventud.  Las jugadoras del país se mostraron optimistas en octubre de 2017 sobre la creación de un equipo en un futuro próximo como resultado del plan Visión 30, apoyado por el rey con el objetivo de aumentar la participación de las mujeres en todos los ámbitos de la cultura saudí, incluido el deporte. 2014 también se consideró un año con avances, ya que por primera vez se permitió a las mujeres entrar en los estadios del país para ver el fútbol masculino. Sin embargo, las mujeres entraron en los estadios por primera vez en enero de 2018. El equipo aún no existía oficialmente en junio de 2019.
En diciembre de 2019, Jeddah Eagles ganaron la Liga de Fútbol Femenino de Jeddah, la primera competición femenina organizada por la Federación de Fútbol de Arabia Saudí. En febrero de 2020, Arabia Saudí decidió lanzar una liga de fútbol para mujeres en todo el país. 
El Eastern Flames FC es uno de los primeros equipos de fútbol de Arabia Saudí. Fue fundado en 2006 como equipo recreativo por empleados de Saudi Aramco. Desde entonces, el equipo pasó de ser recreativo a convertirse en un equipo competitivo que participa en muchas ligas y torneos dentro y fuera del Reino de Arabia Saudí.
En enero de 2019, el Eastern Flames FC participó en el primer torneo de fútbol femenino del Consejo de Cooperación del Golfo en Al Ain.
En diciembre de 2020, el Eastern Flames FC participó en la Liga de Fútbol Femenino de KSA organizada por la Federación Saudí de Deportes para Todos y obtuvo el primer puesto en la liga regional de Dammam.
En febrero de 2022, la selección nacional femenina jugó su primer partido contra la Seychelles en un encuentro amistoso, con victoria por 2-0 sobre el rival.
El 15 de septiembre de 2022, la Federación de Fútbol de Arabia Saudí anunció el lanzamiento de nuevas versiones de las competiciones de fútbol femenino con la introducción de la Saudi Women's Premier League y la Saudi Women's First Division League.